# Sergueï Akhromeïev
Sergueï Fiodorovitch Akhromeïev (en russe : Сергей Фёдорович Ахромеев), né le 5 mai 1923 et mort le 24 août 1991, est une personnalité militaire soviétique. Il fut héros de l'Union soviétique (1982) et maréchal de l'Union soviétique (1983).

## Biographie
Akhromeïev était officier junior dans l'Infanterie de marine lors de la Grande Guerre patriotique. Il servit avec courage lors du siège de Léningrad, où il eut pour mission de défendre une route sur laquelle l'armée allemande tentait d'avancer. Malgré une bataille sanglante, il résista victorieusement. Beaucoup plus tard, lors d'un repas avec le secrétaire d'État George Shultz et l'ambassadeur aux Nations unies Kenneth Adelman à Reykjavik (au cours du premier mandat de Ronald Reagan), Akhromeïev raconta à Shultz que son exploit n'était pas seulement une démonstration de son patriotisme mais aussi parce que s'il avait abandonné la route, Staline l'aurait fait fusiller.
Député du 11e Soviet suprême de l'Union soviétique (1984-1989) de la RSS moldave.
De 1984 à 1988, Akhromeïev fut le chef de l'État-Major général des forces armées soviétiques. À ce titre, il fut fortement impliqué dans les pourparlers qui ont mis fin à la guerre froide. Toutefois, il fut de plus en plus mécontent de Mikhaïl Gorbatchev au sujet de la réforme de l'armée, et démissionna de son poste. La cause de sa démission a été l'insistance de Gorbatchev pour le démantèlement des missiles balistiques plus récents et plus précis de l'armée soviétique, l'OTR 23, en raison du traité sur les forces nucléaires à portée intermédiaire.
En mars 1990, il devint conseiller du président de l'URSS sur les affaires militaires.
Pendant le putsch de Moscou en 1991, Akhromeïev revint de ses vacances à Sotchi pour offrir son assistance aux putschistes. Bien que n'ayant jamais été impliqué dans cette tentative ratée de coup d'état, Akhromeïev se suicida dans son bureau du Kremlin, en se pendant à un cordon de rideau. En plus de messages personnels à sa famille, il laissa une note expliquant qu'il ne pouvait pas continuer à vivre quand les institutions, auxquelles il avait consacré sa vie, venaient d'être désintégrées.
Peu de temps après sa mort, sa tombe au cimetière Troïekourovskoïe fut vandalisée et son cadavre dépouillé de l'uniforme dans lequel il avait été enterré. Les coupables n'ont jamais été retrouvés, laissant planer un doute sur le but de ce vol : motivation politique ou simple appât du gain.